# Nannococcyx psix
Nannococcyx psix é uma espécie extinta de ave da família Cuculidae. É a única espécie descrita para o gênero Nannococcyx. Foi endêmica da ilha de Santa Helena, no Atlântico Sul. A espécie foi descrita com base em um único fragmento de úmero encontrado na ilha em 1970. Sua extinção foi em decorrência do desmatamento, e ocorreu após 1502.